# Neomyxus leuciscus
Neomyxus leuciscus és una espècie de peix de la família dels mugílids i de l'ordre dels mugiliformes.

## Morfologia
- Els mascles poden assolir 46 cm de longitud total.[5][6]

## Reproducció
És ovípar i els ous pelàgics.

## Alimentació
Menja algues i crustacis.

## Hàbitat
És un peix de clima tropical i associat als esculls de corall que viu fins als 4 m de fondària.

## Distribució geogràfica
Es troba a la Samoa Nord-americana, les Illes Carolines, les Illes Cook, la Polinèsia Francesa, Guam, Hawaii, el Japó, Kiribati, les Illes Marqueses, les Illes Marshall, Micronèsia, les Illes Mariannes, les Illes Ogasawara i Samoa.

## Observacions
És inofensiu per als humans.